# Florianshütte
Die Florianshütte ist ein Gemeindeteil der Gemeinde Lenggries und eine privat geführte, öffentliche Berggaststätte der Berufsfeuerwehr München. Namensgeber ist St. Florian, der Schutzpatron der Feuerwehr. Erbaut wurde die Hütte im Jahr 1928, In den nachfolgenden Jahren wurden mehrfach Erweiterungen durchgeführt. Versorgt wird die Florianshütte durch eine Materialseilbahn, die 1964 errichtet wurde.
Die Florianshütte befindet sich in den Bayerischen Voralpen unterhalb des Braunecks auf einer Höhe von 1290 m ü. NHN.

## Talorte
- Lenggries
- Wegscheid
- Arzbach

## Gehzeiten
- Von der Talstation der Brauneckbahn – Seufzer-Weg (Gehzeit: ca. 2½ Stunden)
- Von Wegscheid aus beginnend am Draxlhang über die Kotalm Wanderweg 473 (Gehzeit: ca. 2½ Stunden)
- Durchs Längental zum Brauneck (Gehzeit: ca. 4 Stunden). Diese Route führt von hinten her aufs Brauneck. Dieser Weg ist deutlich weiter, aber landschaftlich reizvoller als der Direktanstieg.

## Touren von der Florianshütte
Gipfel:
- Brauneck (1555 m), zum Gipfel führt eine Seilbahn, die Brauneck-Bergbahn.
- Benediktenwand (1801 m), Gehzeit ca. 3½ Stunden

## Übergänge
Hütten:
- Brauneck-Gipfelhaus (1540 m, Gehzeit: ca. 2 Stunden)
- Panorama Restaurant Brauneck (1510 m, Gehzeit: ca. 2 Stunden)
- Bayernhütte (1362 m, Gehzeit: ca. 1 Stunde)
- Kirchsteinhütte (1010 m, Gehzeit: ca. 1 Stunde)
- Kotalm (1200 m, Gehzeit: ca. 1 Stunde)
- Stiealm (1520 m, Gehzeit: ca. 1 Stunde)
- Tölzer Hütte (1460 m, Gehzeit: ca. 1 Stunde)

Orte:
- Lenggries (679 m, Gehzeit: ca. 2 Stunden)
- Wegscheid (690 m, Gehzeit: ca. 2 Stunden)